# Paul Ifill
Pour les articles homonymes, voir Ifill.
Paul Ifill, né le 20 octobre 1979 à Brighton (Angleterre), est un footballeur anglo-barbadien évoluant au poste de milieu de terrain.

## Biographie
Paul  Ifill joue son premier match avec Crystal Palace le 13 janvier 2007.

### Avec la Barbade
Né en Angleterre, Paul Ifill est éligible avec l'équipe de la Barbade grâce à ses origines, ses parents étant de la Barbade. Ifill est sélectionné pour la première fois avec la Barbade lors de deux matches de qualification à la Coupe du monde en juin 2004 contre Saint-Christophe-et-Niévès.
Il participe à l'intégralité des matchs de la Digicel Cup 2007 et réalise un hat-trick le 24 septembre 2006 contre Anguilla.

## Buts internationaux
|    | Date              | Lieu                                                        | Adversaire                      | Résultat | Compétition      |
| -- | ----------------- | ----------------------------------------------------------- | ------------------------------- | -------- | ---------------- |
| 1. | 20 septembre 2006 | Antigua Recreation Ground, Saint John's, Antigua-et-Barbuda | Saint-Christophe-et-Niévès      | 1-1      | Digicel Cup 2007 |
| 2. | 24 septembre 2006 | Antigua Recreation Ground, Saint John's, Antigua-et-Barbuda | Anguilla                        | 7-1      | Digicel Cup 2007 |
| 3. | 24 septembre 2006 | Antigua Recreation Ground, Saint John's, Antigua-et-Barbuda | Anguilla                        | 7-1      | Digicel Cup 2007 |
| 4. | 24 septembre 2006 | Antigua Recreation Ground, Saint John's, Antigua-et-Barbuda | Anguilla                        | 7-1      | Digicel Cup 2007 |
| 5. | 21 novembre 2006  | Barbados National Stadium, Bridgetown, Barbade              | Saint-Vincent-et-les-Grenadines | 3-0      | Digicel Cup 2007 |
| 6. | 23 novembre 2006  | Barbados National Stadium, Bridgetown, Barbade              | Bermudes                        | 1-1      | Digicel Cup 2007 |